# 来苏镇
来苏镇，是中华人民共和国重庆市永川区下辖的一个乡镇级行政单位。

## 行政区划
来苏镇下辖以下地区：
来苏场社区、观音井村、关门山村、塔院村、柏树桥村、梳妆台村、磨心桥村、水磨滩村、唐家坪村、石牛寺村、五根松村、大松林村、王坪村和大双庆村。